# Гей-бар в маленьком городке
«Гей-бар в маленьком городке» (англ. Small Town Gay Bar) — документальный фильм американского режиссёра Малкольма Ингрэма о дискриминации гомосексуальных людей в сельских районах Миссисипи и Алабамы, так называемом библейском поясе Америки.

## Сюжет
На просторах либеральной и толерантной Америки, в самом сердце штата Миссисипи геи и лесбиянки сталкиваются с ненавистью и насилием со стороны друзей, семьи и религиозных организаций. Для представителей сексуальных меньшинств гей-бары стали здесь чем-то вроде приёмной семьи, обеспечивая этим людям моральную поддержку, которой им так не хватает. В фильме упоминается убийство Скотти Джо Уивера, приводятся интервью с членами его семьи и архивные кадры новостей того времени. Лидер Уэстбюро баптистской церкви преподобный Фред Фелпс в интервью пытается оправдать протесты своих последователей, настаивая на том, что дав согласие на похороны Скотти, местная Церковь Бога оказала услугу тем, кто «раздувает пламя педерастической похоти». Владельцы гей-баров рассказавают о проблемах, с которыми сталкивается ЛГБТ-сообщество на просторах американского Юга.

## Награды и номинации
Фильм номинировался на премии и получил награды:
- Премия жюри на кинофестивале «Аутфест» в Лос-Анджелесе за «лучший документальный фильм», 2006
- Номинация на премию жюри на кинофестивале «Sundance», 2006
- Номинация «GLAAD Media Awards» за «лучший документальный фильм», 2008